# Marita Zafra
Marita Zafra (Madrid, 10 de abril de 1994) es una actriz, bailarina y modelo española, conocida por interpretar el papel de Casilda Escolano Ibáñez en la telenovela Acacias 38.

## Biografía
Marita Zafra nació el 10 de abril de 1994 en Madrid, de la actriz Luisita Zafra y tiene cuatro hermanos: dos de los cuales se llaman Alberto y Virginia.

## Carrera
Marita Zafra ha cultivado la pasión por la danza desde niña, se entrenaba día a día y con extrema dedicación, para convertirse en bailarina profesional. Posteriormente, decidió estudiar artes escénicas y danza clásica en Carmina Ocaña, danza contemporánea en el Conservatorio Profesional de Danza de Madrid y danza española en Carmen Roche.
Posteriormente, formó parte del elenco de la obra Woyzeck, dirigida por Gerardo Vera, en el teatro María Guerrero.
Después de asistir a algunos de los espectáculos de su madre, decidió dedicarse a la actuación. Actuó en teatro amateur en El mago de Oz, interpretando el papel de Doroty.
En 2011 se unió al elenco de la serie de televisión Cuéntame cómo pasó, donde interpretó el papel de Marta. En el 2015 participó en el programa de televisión Cine de barrio. En 2019 interpretó el papel de Asun de joven en la serie Madres.
Su mayor éxito llegó del 2015 al 2021 cuando interpretó el papel de la sirvienta Casilda Escolano Ibáñez en la telenovela emitida por La 1 Acacias 38 y donde protagonizó junto a actores como Sandra Marchena, Mariano Llorente, Jorge Pobes, Alba Brunet, Carlos Serrano-Clark, Amparo Fernández, Inma Pérez-Quirós, David Venancio Muro, Rebeca Alemañy, Javi Chou, Jona García y Trisha Fernández. En 2021 protagonizó la obra de teatro Sincronía (una comedia de Amarga) dirigida por Sandra Marchena en la Sala Point.

## Filmografía

### Televisión
| Año       | Título             | Personaje               | Notas          |
| --------- | ------------------ | ----------------------- | -------------- |
| 2011      | Cuéntame cómo pasó | Marta                   |                |
| 2019      | Madres             | Asun de joven           |                |
| 2015-2021 | Acacias 38         | Casilda Escolano Ibáñez | 1483 episodios |

## Teatro
| Año        | Título                            | Director        | Teatro                |
| ---------- | --------------------------------- | --------------- | --------------------- |
|            | Woyzeck                           | Gerardo Vera    | Teatro María Guerrero |
| Mago de Oz |                                   |                 |                       |
| 2021       | Sincronía (una comedia de Amarga) | Sandra Marchena | Sala Plot Point       |

## Programas de televisión
| Año  | Título         | Canal |
| ---- | -------------- | ----- |
| 2015 | Cine de barrio | La 1  |